# González Catán
González Catán ist eine Stadt in Argentinien, die zum Verwaltungsbezirk La Matanza im südwestlichen Großraum von Buenos Aires gehört. Sie hat bei einer Fläche von gut 50 km² etwa 165.000 Einwohner.
González Catán ist der älteste Teil von La Matanza, der noch auf Eroberungen des Juan de Garay und Ruiz de Ocaña gegen die „telominos“ des Kaziken Telomián Condie im Jahr 1570 zurückgeht. Gegründet wurde sie von Enrique Simón Pérez, der die Siedlung nach dem Odontologen Mauricio González Catán benannte. Am 19. September 1974 wurde sie zur Stadt erklärt.

## Geschichte
In González Catán befindet sich unter anderem seit 1951 ein Werk der damaligen Daimler-Benz Argentina S.A. Zur Inbetriebnahme des Elektrizitätswerkes des Betriebes kam 1954 der damalige deutsche Wirtschaftsminister und spätere Bundeskanzler Ludwig Erhard eigens nach González Catán. Bis zu seiner Entführung durch den israelischen Geheimdienst Mossad arbeitete der NS-Kriegsverbrecher Adolf Eichmann in dem damals Lkw produzierenden Werk als Elektriker.
1999 geriet das Werk erneut in die weltweiten Schlagzeilen, nachdem Vorwürfe gegen den ehemaligen Produktionsleiter Juan Tasselkraut erhoben wurden, wegen einer möglichen Beteiligung an zahlreichen Verhaftungen und am „Verschwindenlassen“ von 14 oppositionellen Gewerkschaftern der Firma in den Jahren 1976/1977, kurz nach dem argentinischen Militärputsch. Die meisten von ihnen wurden in das argentinische Folterzentrum Campo de Mayo verschleppt. Die auf Initiative der Koalition gegen Straflosigkeit und des Republikanischen Anwältevereins in Deutschland eingereichte Strafanzeige wurde jedoch im Jahr 2004 eingestellt. Im Januar 2004 strengten die Hinterbliebenen der mutmaßlichen Mordopfer eine Zivilklage in Kalifornien an auf Grundlage des Alien Tort Claims Act, welches Ausländern erlaubt, die Verletzung internationalen Rechtes vor US-Gerichten verhandeln zu lassen; 2013 beriet das Oberste Verfassungsgericht der USA über die Zulässigkeit der Klage.
2025 verkaufte Mercedes-Benz das Werk an eine von Pablo Peralta geführte Gruppe argentinischer Investoren. Der neue Besitzer plant, dort noch bis 2029 den Mercedes-Benz Sprinter in Lizenz zu bauen und danach eigene Modelle.

## Wirtschaft
Heute produziert das Werk Chassis für Stadtbusse und den Transporter NCV3 (Karosserie und Montage) für den südamerikanischen Markt, künftig auch zum Export nach Europa (Kapazität bis zu 20.000 Einheiten pro Jahr).
Außerdem befindet sich an dem Ort eine große Produktionsstätte des französischen Tierfutterunternehmens Royal Canin.

## Persönlichkeiten
- Gonzalo Montiel (* 1997), Fußballspieler